# Дубоссарское водохранилище
Дубоссарское водохранилище (рум. Lacul de acumulare Dubăsari, молд. Лакул де акумуларе Дубэсарь) — водохранилище в Молдавии, образованное в 1954—1955 года плотиной Дубоссарской ГЭС на реке Днестр.

## Описание и характеристики
Водохранилище находится на участке Днестра между Каменкой и Дубоссарами. Площадь — 67,5 км², длина по руслу Днестра — около 128 км, средняя ширина — 528 м, средняя глубина 7,2 м, наибольшая 19 м. Водосбросная площадь бассейна составляет 53590 км², полезный объем водохранилища — 166 млн м³, длина распространения подпора 132 км, нормальный подпорный горизонт 28,00 м. Объём водохранилища в последние годы сократился с 0,485 до 0,255 км³ ввиду его заиления. Берега Дубоссарского водохранилища высокие, крутые, на ряде участков обрывистые. Уровень водохранилища колеблется в пределах 3,8 м, оно осуществляет суточное и недельное регулирование стока. Дубоссарское водохранилище создаёт возможности для орошения и обводнения около 40 тыс. га прилегающих к нему земель. На берегах водохранилища расположены города Рыбница и Резина.
На берегах Гоянского залива — отрога Дубоссарского водохранилища — находится заповедник «Ягорлык», созданный в 1988 году. Его территория занята известковыми склонами с уникальной флорой и фауной.
Внутригодовое распределение стока имеет следующий характер: весной — 44,4 %, летом — 25,5 %, осенью — 16 %, зимой — 14,1 %. Температура поверхностного слоя воды выше +10 наблюдается обычно в конце апреля, максимальная среднемесячная температура (+27,7 град) — в июле, а понижение её до +10 происходит в конце октября.
Лёд на Дубоссарском водохранилище появляется в середине декабря, в конце декабря происходит ледостав. Продолжительность существования льда колеблется от 40 до 118 дней, толщина может достигать 25-50 см.